# 巡航ミサイル

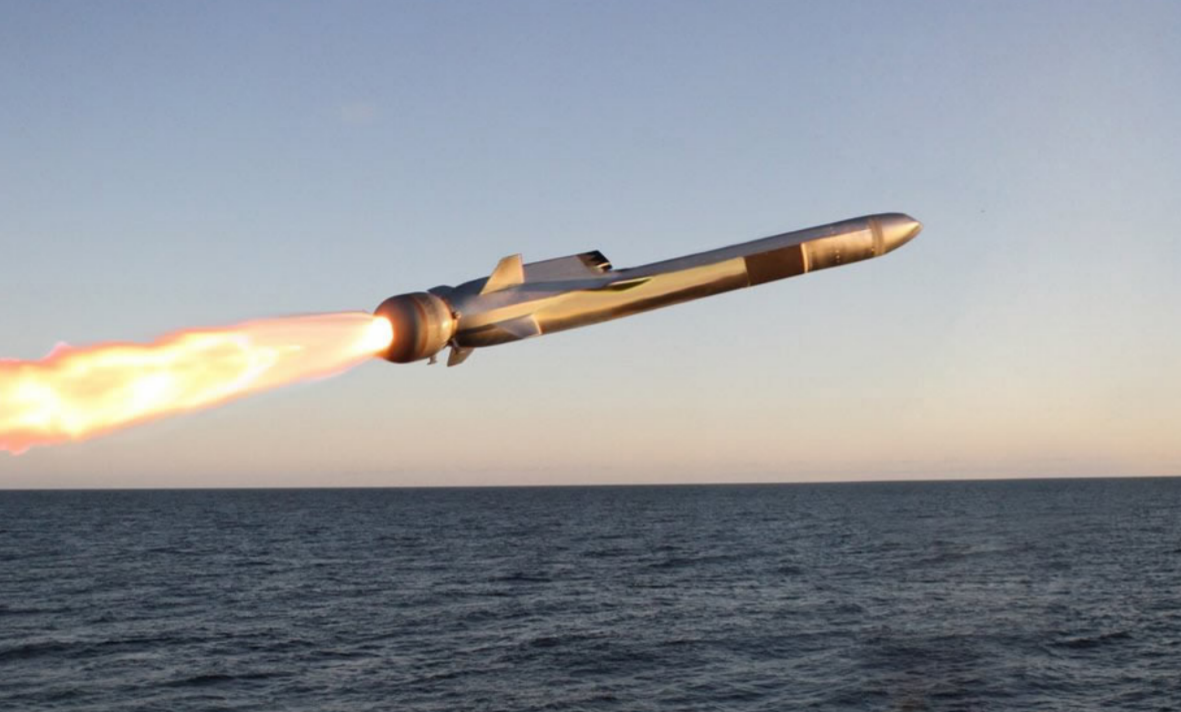
Naval Strike Missile巡航ミサイル

巡航ミサイル（じゅんこうミサイル、英: cruise missile）は、飛行機（航空機）のように翼と推進力を持ち、長距離を自律飛行し目標を攻撃するミサイルである。

## 分類

### 発射設備による分類
空中ALCM（英: air launched cruise missile、空中発射巡航ミサイル）
陸上GLCM（英: ground launched cruise missile、陸上発射巡航ミサイル）
水上SLCM（英: surface ship launched cruise missile、水上艦発射巡航ミサイル）
潜水艦SLCM（英: submarine launched cruise missile、潜水艦発射巡航ミサイル）

### 攻撃目標による分類
対艦攻撃ASCM（英: anti-ship cruise missile、対艦巡航ミサイル）
対地攻撃LACM（英: land-attack cruise missile、対地巡航ミサイル）

### 巡航速度による分類
亜音速亜音速巡航ミサイル（英: subsonic-speed cruise missile）
超音速超音速巡航ミサイル（英: supersonic-speed cruise missile）
極超音速極超音速巡航ミサイル（英: hypersonic-speed cruise missiles）

## 特徴
航空機形状
小型の航空機のような外形をしている。大きな主翼で揚力を作り、ジェットエンジンで推進力を得て、ほぼ水平に飛行する。小さな主翼と動翼だけを備えてロケットエンジンの推進力で飛行している通常のミサイルとは、全く構造が異なる。
速度と航続距離
ジェットエンジンであるため、ロケットエンジンに比べれば低速度であるが、燃料の燃焼効率が高く長射程となる。多くの長距離ミサイルのような弾道飛行はせず、水平に飛行する。そのため、低高度で飛行することでレーダーに探知されにくいという利点がある。一方で、極超音速により迎撃を困難にする巡航ミサイルも開発されている。ロシア連邦軍が2020年1月に試射を成功させたとタス通信が報じたツィルコンは、マッハ9で500キロメートル先の目標に到達した。
大規模
一般に弾体が大きく搭載する炸薬量も多いため、威力に優れる。通常弾頭と核弾頭のいずれも装着可能である。また、大きな搭載空間を利用した高性能の制御機器を内蔵するため、目標への誘導精度が比較的高い。
多様な発射機
1つの基本となる設計型から多様な派生型が作られ、陸上、水上の艦船、水中の潜水艦、空中の航空機など比較的多様なプラットフォーム上の発射機から発射される傾向がある。
高価格
高性能な航法装置類やジェットエンジン、大きな弾体は単価を押し上げ、高価格で取引される。
高価値目標
攻撃対象となる目標は固定されているか動いても低速なもので、高価値なものが選ばれる。
無人性・奇襲性
有人航空機による爆撃及び特攻と違い、自国兵士が死傷したり、捕虜になったりするリスクを避けられる。また存在を察知されやすい空軍基地や航空母艦からでなくても攻撃できる。

### 構造
飛翔時の弾体は概ね大きな2枚の主翼と1枚の垂直尾翼、小さな2枚の水平尾翼を備えた小型航空機の形状をしている。後部にジェットエンジンを備え、燃料タンクが中央になる。航法・誘導装置は弾頭と共に前部に位置する。弾体断面形状が他のミサイルのような円形以外にも、丸みを帯びた台形のものも存在する。
発射されるまでは格納容積を小さくするために、主翼と垂直尾翼は弾体内や側面に折り畳まれており、飛翔時に空中でコイルバネのような機構によって展張される。多くの巡航ミサイルでは水平尾翼も同様である。
エンジンは同一の原型でも繰り返し使用される航空機用と異なり、油圧や始動機構といった補機類はできるだけ省かれ、コンパクトになるが圧縮比が低く性能の劣る遠心式圧縮機を採用するものもある。始動には火薬を使用したカートリッジスタータとイグナイタが使用される。現有の巡航ミサイルの多くがフロントファンのターボジェットエンジンであるが、後に一部の国では超音速飛行能力を獲得するために液体ラムジェットエンジンの開発と採用が進められている。

### 自律飛行
巡航ミサイルの飛行の初期段階は、目標地点と発進地点の緯度経度情報が与えられ、慣性誘導と電波高度計による誘導だけで自律飛行が可能である。
対地攻撃任務でも敵陣深く侵入する場合には、敵レーダーの探知圏内に入ってから低空を飛行してレーダーで捕捉されないようにする必要があり、地上の障害物を避けながら高速度で低空飛行するためには、自然の起伏や送電線、鉄塔などの詳細な地表地図情報を搭載の航法コンピュータ内の地形等高線照合（TERCOM: Terrain Contour Matching）システムのような航法システムに入力しておく必要がある。
過去には、この地表地図情報を得るには軍事衛星などによる偵察が必要だと云われていた。21世紀の現在でも常に敵性国・団体の地表地図情報は巡航ミサイル用に更新されているが、民間衛星による地上衛星画像や地下資源探査用の電波高度計マップが入手できるため、必要な地表地図情報の入手は容易になった。こういった地表地形に基づく航法システムは、地表近くを低空飛行するためだけでなく、現在のGPSなどが存在しなかった頃に正しく目標まで誘導するための航法装置としても使用されていた。GPSが多くの誘導兵器に搭載されるようになってからは、巡航ミサイルも起伏変化が必要な地表地形に基づく航法システムの弱点の補完としてGPSによる航法システムが搭載されるようになっている。
GPSシステムも備え、ある程度途中で撃墜されるリスクを許容すれば、地表情報を持たずに地上より充分離れた高度を飛行することで、敵国の深部を巡航ミサイルで攻撃は可能となる。敵国が先進国でなければ、巡航ミサイルをレーダーで捕捉し撃墜する能力を全く備えていない国のほうが多く、海岸線近くの都市を攻撃するには地表情報は必要ない。一方で、敵レーダーの防空探知範囲を知ることは今でも難しい。
対艦攻撃任務には地表地図情報は関係がない。

## 歴史

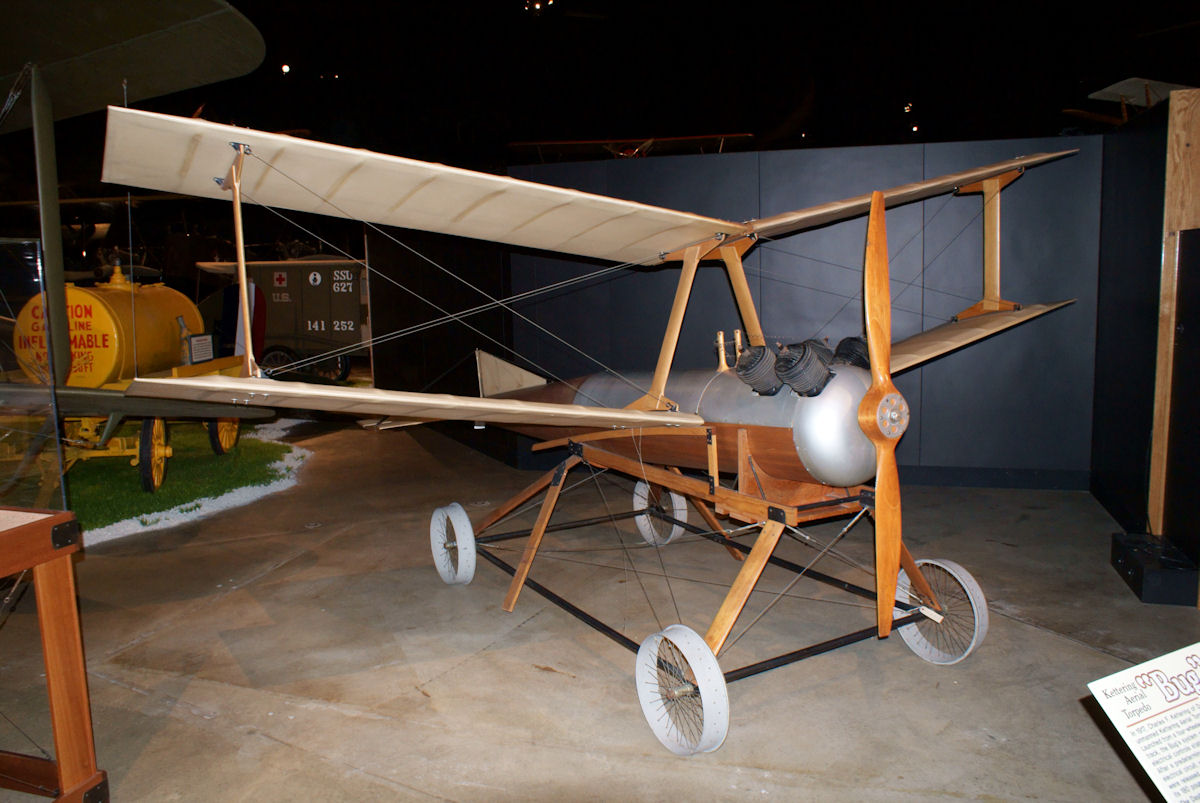
ケタリング・バグ（再現品）

「空中魚雷」の構想は1909年のイギリス映画『The Airship Destroyer』に見られる。無線で制御された「飛行魚雷」で飛行船がロンドンを攻撃する。
第一次世界大戦時には航空機から投下後もすぐには着水せずに、長距離を滑空するように設計された小型の魚雷「航空魚雷（aerial torpedo）」が利用されており、これらが巡航ミサイルの始祖であるとされる。同時期にはアメリカ合衆国では小型の複葉機にジャイロスコープを搭載し、目標地点まで自律飛行する飛行爆弾「ケタリング・バグ」のテストが行われていた。
第二次世界大戦にはナチス・ドイツで開発されたV1飛行爆弾が実戦投入された。
ドイツ敗戦後、この飛行爆弾の研究およびそれに携わっていた人は西側諸国、東側諸国（ソビエト連邦など）どちらにも流れ、それが双方ともにほとんど全てのミサイル技術に適用されていくようになった。アメリカ合衆国ではV1の破片などを鹵獲・研究し、命中精度を上げる研究を特に熱心に大戦末期に行っていた。この時期のニュース映画などでは「ロボット爆弾」「ロボットミサイル」などと呼ばれていたこともあった。
大日本帝国軍が戦争末期に利用した特攻兵器の桜花などは、操縦士を誘導装置として利用することで航路修正や目標の捕捉を実現しており、これも巡航ミサイルの一部である。
第二次世界大戦後は米ソとも巡航ミサイルを開発したが、ソ連が一連の核弾頭搭載の大型対艦ミサイルをシリーズ化した。それに対して、アメリカでは長距離弾道ミサイル実用化前に、核搭載巡航ミサイルを開発している。「ナバホ」や「スナーク」といった大陸間巡航ミサイルのほか、MGM-1「マタドール」などが開発された。また、専用潜水艦から発射する核弾頭搭載の戦略巡航ミサイル「レギュラス」が実用化されている。これらの核搭載巡航ミサイルは、弾道ミサイルより着弾時間や被迎撃性で劣り、長距離弾道ミサイルの実用化に伴い、退役した。
巡航ミサイルの「トマホーク」が開発されると、戦略兵器制限交渉（SALT）の制限に囚われない投射手段として、核弾頭・非核弾頭、対地・対艦など種類を増やし、冷戦以降は多用されるようになる。
高度な電子頭脳を持ち、自動航行装置で長距離を飛行でき、正確に目標に命中する小型で高速の「トマホーク」の出現によって、航空戦は最初に巡航ミサイルで敵防空施設、対空装備を破壊し、対空脅威のなくなった後、艦載機が命中精度の優れた大威力の高性能爆弾を投下し、敵の重要施設や拠点を破壊する方法に変わった。これは偵察衛星、無人航空機による偵察活動と連携して行われる。
巡航ミサイルは主に通常弾頭で固定施設への精密攻撃に使用されている。アメリカ軍は湾岸戦争やイラク戦争のほか、アフガニスタン紛争などで反米勢力・テロリストを攻撃するため巡航ミサイルを多用した。ロシアもシリア内戦にアサド政権を支援して介入した際、空爆と併用して反政権側を巡航ミサイルで攻撃した。
巡航ミサイルとその部品・技術は、弾道ミサイルと同様に国際的なミサイル技術管理レジームの規制対象である。技術的には長射程の対艦ミサイルに近い兵器であるため、数百kmから1,000km以上離れた目標を攻撃できる性能のわりに、中長距離弾道ミサイルの開発・保有や発射実験に比べて、国際社会からの警戒や抗議、反対、圧力が少ない。このため、発展途上国や、中長距離弾道ミサイル・核兵器を保有しない先進国を含む多くの国も、巡航ミサイルを保有・開発している。日本のASM-3のように長射程化・高速化を追求し、巡航ミサイルに近い規模や設計・運用思想を持った大型の空対艦ミサイルも開発されている。
ロシアのプーチン大統領は2018年3月1日、予測不能な経路で低空飛行する巡航ミサイルは、ミサイル防衛システムに対して「無敵だ」と語った。またロシアでは原子力推進を採用した巡航ミサイル「9M730」の開発が行われていると伝えられた。一方、2022年ロシアのウクライナ侵攻が始まると、ロシア領内からウクライナに向けて既存のタイプも含めた多数の巡航ミサイルが発射されるようになった。しかしながら巡航ミサイルの失敗が相次いで報告されるようになり、失敗率が20～60％と高率である観測もなされた。ウクライナ側は巡航ミサイルの迎撃に自走対空砲を利用している。

## 日本の保有
2004年の16大綱『中期防衛力整備計画（平成17年度-平成21年度）』の原案では、陸上自衛隊は島嶼防衛に使用する長距離支援火力として、射程300キロメートルの巡航ミサイルの研究開発をATACMSとHIMARSの導入と共に要求し、庁議の段階では盛り込んでいた。しかし、連立与党であった公明党の「明らかに専守防衛に反し、周辺国を刺激する」「自国に対地ミサイルを撃ち込む事になる」「ミサイルの推進方式を改良すれば射程を延ばす事は可能である」 との反発によって、いずれも土壇場で見送られている。また、同時期に海上自衛隊は先制攻撃のためのトマホークの取得を要求していたという。
2007年11月7日に行われた第10回日米安全保障戦略会議で、玉澤徳一郎元防衛庁長官がボドナー元米国防副次官に対して「中国の膨大な数のミサイルを考えた場合、発射されたこれらすべてを撃ち落とすことは不可能。ミサイル攻撃を受けた場合、まず重要施設をミサイル防衛で防護し、すかさずアメリカ軍機による相手発射施設の破壊を期待するより他ない。今後、わが国の防衛力を高めるには戦術抑止システムの配備を検討しなければならない」と述べ、具体的には「巡航ミサイルだ。米国の協力を得てわが国も保有したい」と述べた。同会議においてレイセオン社は日本に対してトマホークの導入を提案している。
2009年に予定されていた新大綱策定と『中期防衛力整備計画 (2010)』で、自民党は『提言 新防衛計画の大綱について』において巡航ミサイルの導入を対艦弾道ミサイルの研究開発と共に要求した。しかし、第45回衆議院議員総選挙によって自民党から民主党へ政権交代したので、上記の要求は2010年12月17日に決定された民主党政権初の防衛大綱と『中期防衛力整備計画 (2011)』には盛り込まれなかった。
2017年12月8日に、防衛省はJSM、JASSM-ER、LRASMの3種類の巡航ミサイル導入に向けた関連予算を平成30年度予算案に計上する方針を明らかにした。JSMはF-35Aに搭載され、JASSMとLRASMはF-15Jを改修して搭載される。日本の防衛大臣は「巡航ミサイル」という表現を避け、「スタンドオフミサイル」という表現を使っている。これは巡航ミサイルの導入目的が、長射程化する諸外国のミサイルの範囲外から攻撃すること（スタンドオフ攻撃）であり、敵基地を狙ったものではないという配慮だと考えられる。
2020年12月18日、政府は新たなミサイル防衛システムの整備に関する閣議決定の中で、「島嶼部を含む我が国への侵攻を試みる艦艇等に対して、脅威圏の外から対処を行うため」として「スタンド・オフ・ミサイル」の名称で国産の長射程巡航ミサイルの開発を行うことと、その開発費として335億円を令和3年度予算案に計上することを正式に表明した。陸上自衛隊の12式地対艦誘導弾（SSM-2）をベースに、射程を百数十kmから約1,000kmにまで延伸し、艦船や戦闘機への搭載も可能とする。
2022年10月28日、日本政府が敵基地攻撃が可能な12式地対艦誘導弾能力向上型の開発完了を待たずに敵基地攻撃能力を保有するため、トマホークの導入を米政府に打診した。導入した場合は海上自衛隊のイージス艦に搭載する予定。同年12月16日に日本政府が閣議決定した「国家安全保障戦略」など安保関連3文書において、反撃能力（敵基地攻撃能力）保有が明記された。トマホークの2026年度配備を目指す。
2023年10月5日、事前の予定より一年前倒しでトマホークの調達を行うことで日米防衛相が一致した。これに対し、北朝鮮は「『専守防衛』という仮面を完全に脱ぎ捨てた」と批判した。

## 巡航ミサイル一覧
空中発射巡航ミサイルについては空中発射巡航ミサイル一覧を参照
 アメリカ合衆国
- レギュラス（RGM-6）
- スナーク（SM-62、Snark）
- トマホーク（BGM-109、RGM-109、UGM-109、Tomahawk）
- GLCM（上記トマホークの地上発射型）
- JASSM（AGM-158A、JASSM）
  - JASSM-ER（AGM-158B、JASSM-ER）
  - JASSM-XR（AGM-158D、JASSM-XR）

 韓国
- 玄武-3A/B/C

 ロシア
- Kh-55 グラナト（Granat） - AS-15 Kent（）
  - 3K-10 - 同潜水艦発射型。SS-N-21 Sampson（）
  - RK-55 - 同地上発射型。SSC-X-4
- Kh-65
- Kh-555
- クラブシリーズ（カリブル）
- 3M22 ツィルコン[32]

 中国
- SY-1/CSS-N-1 Scrubbrush（）
  - HY-1/CSS-N-2 Safflower（）/CSS-C-2 Silkworm（）
    - HY-2/CSS-N-3/CSS-C-3 Seersucker（）
      - YJ-6/CAS-1 Kraken（） （空中発射ASCM)
        - KD-63/YJ-63（空中発射LACM)
- YJ-8/CSS-N-4 Sardine（）（ASCM)
  - YJ-8K（空中発射ASCM)
  - YJ-82/CSS-N-4 Sardine（）（潜水艦発射ASCM）
  - YJ-83/YJ-83A/CSS-N-8 Saccade（）（ASCM)
    - YJ-83K（空中発射ASCM)
      - KD-88（空中発射LACM)

    - YJ-62（ASCM)
- C-705（英語版）（ASCM)
  - C-705KD（LACM)
- HNシリーズ（英語版）（LACM)
- CJ-10（英語版）
- CJ-100（英語版）

 中華民国
- 雄風IIE型

 ノルウェー
- NSM

 パキスタン
- バブール（Hatf VII）[注釈 4]
- ラード（Hatf VIII）

 インド
- ブラモス（空中発射型も存在する）

 ウクライナ
- ネプチューン（R-360 Neptune）

 北朝鮮
- ファサル-1[34][35]
- ファサル-2（英語版）[34][35]
- プルファサル-3-31[35]
- パダスリ-6[35]

## 関連する作品
『レッド・ストーム作戦発動』
第三次世界大戦において、大西洋航路を分断するソ連のバックファイアー爆撃機基地に対して米軍ロサンゼルス級原子力潜水艦部隊が「トマホーク」を大量使用し、戦局を逆転させる。
『レッドサン ブラッククロス』
ナチス・ドイツの潜水艦が発射した核搭載巡航ミサイル「アーリアンボーテ」により、広島市と長崎市が攻撃される。
『東のエデン』
「迂闊な月曜日」「11発目のミサイル」「60発のミサイル」など、海上自衛隊のあたご型護衛艦に配備されたトマホークが、セレソンの申請によって度々日本に撃ち込まれている。
『攻殻機動隊 S.A.C. 2nd GIG』
自衛軍による出島攻撃の際に、海上自衛軍のイージス艦や護衛艦から多数の巡航ミサイルが出島に向けて発射された。
『シン・ゴジラ』
「ヤシオリ作戦」においてゴジラを作戦領域に固定するため、アメリカ軍のアーレイ・バーク級ミサイル駆逐艦から発射されたトマホークでビルを爆破した。
『SNEPER』
巡航ミサイルを誘導する任務で主人公のチームがテロリストの基地へ潜入。
「C.M.C」
日本のロックバンド、THE ROOSTERSの1983年のシングル。
『TerraTech』
Hawkeye社の武器にHawkeye巡航ミサイルがある。